# Lista de prefeitos de Salvador
Esta é uma lista de prefeitos da cidade de Salvador. A capital do estado brasileiro da Bahia governada por prefeitos, como também intendentes. 
Por um curto período de tempo nos anos 1980, a sede do poder municipal da cidade foi o Solar da Boa Vista, no bairro do Engenho Velho de Brotas, no ano de 1986 foi inaugurado o Palácio Tomé de Sousa, sendo sua sede atual até os dias atuais.
Desde 1° de Janeiro de 2021, o prefeito de Salvador é Bruno Reis, do partido União Brasil, eleito nas Eleições municipais de Salvador de 2020 para cumprir o mandato no poder executivo de 1 de janeiro de 2021 a 31 de dezembro de 2024, e reeleito nas Eleições municipais de Salvador de 2024 para cumprir seu mandato entre 1 de janeiro de 2025 e 31 de dezembro de 2028.
Na lista abaixo dos governantes de Salvador, estão os nomes, o período do mandato, a filiação partidária à época e comentários para observação, quando pertinente for.
| N.º | Prefeito (a)                          | Imagem                                                        | Partido                                       | Indicado por             | Partido                           | Início do mandato        | Fim do mandato           | Observações                                                                                      |
| --- | ------------------------------------- | ------------------------------------------------------------- | --------------------------------------------- | ------------------------ | --------------------------------- | ------------------------ | ------------------------ | ------------------------------------------------------------------------------------------------ |
| 1   | José Luís de Almeida Couto            |                                                               | Partido Liberal PL                            | -                        | -                                 | abril de 1893            | outubro de 1895          | Intendente. 1.ª eleição republicana para o cargo de Intendente (18 de fevereiro de 1892)         |
| 2   | João Agripino Dória                   |                                                               | Partido Republicano Federalista da Bahia PRFB | -                        | -                                 | outubro de 1895          | novembro de 1895         | Intendente interino                                                                              |
| 3   | Eduardo Freire                        |                                                               | Partido Moderador Brasileiro PMB              | -                        | -                                 | novembro de 1895         | julho de 1896            | Intendente interino                                                                              |
| 4   | Afonso Glicério Maciel                |                                                               | Partido Republicano Popular PRP               | -                        | -                                 | outubro de 1896          | novembro de 1896         | Intendente interino                                                                              |
| 5   | Francisco de Paula Guimarães          |                                                               | Partido Republicano Federalista da Bahia PRFB | -                        | -                                 | dezembro de 1896         | abril de 1897            | Intendente                                                                                       |
| 6   | Manuel de Sousa                       |                                                               | Partido Republicano Federal PRF               | -                        | -                                 | abril de 1897            | dezembro de 1897         | Intendente interino                                                                              |
| —   | Francisco de Paula Guimarães          |                                                               | Partido Republicano Federalista da Bahia PRFB | -                        | -                                 | dezembro de 1897         | março de 1898            | Intendente                                                                                       |
| —   | Manuel de Sousa                       |                                                               | Partido Republicano Federal PRF               | -                        | -                                 | maio de 1898             | dezembro de 1898         | Intendente interino                                                                              |
| —   | Francisco de Paula Guimarães          |                                                               | Partido Republicano Federalista da Bahia PRFB | -                        | -                                 | janeiro de 1899          | abril de 1899            | Intendente (jul/dez 1899)                                                                        |
| 7   | Antônio Victório de Araújo Falcão     |                                                               | Partido Republicano Popular PRP               | -                        | -                                 | abril de 1899            | dezembro de 1899         | Intendente interino                                                                              |
| 8   | José Eduardo Freire de Carvalho Filho |                                                               | Partido Social Nacional PSN                   | -                        | -                                 | janeiro de 1900          | dezembro de 1903         | Intendente                                                                                       |
| 9   | Antônio de Araújo Falcão              |                                                               | Partido Moderador Brasileiro PMB              | -                        | -                                 | janeiro de 1904          | 17 de dezembro de 1905   | Intendente                                                                                       |
| 10  | Alfredo Ferreira de Barros            |                                                               | Partido Social Nacional PSN                   | -                        | -                                 | 17 de dezembro de 1905   | 25 de dezembro de 1905   | Intendente interino                                                                              |
| 11  | Leopoldino Tantú                      |                                                               | Partido Republicano Conservador PRC           | -                        | -                                 | 25 de dezembro de 1905   | março de 1906            | Intendente interino                                                                              |
| 12  | Antônio Victório de Araújo Falcão     |                                                               | Partido Republicano Conservador PRC           | -                        | -                                 | abril de 1906            | dezembro de 1907         | Intendente                                                                                       |
| 13  | Antônio Carneiro da Rocha             |                                                               | Partido Republicano Conservador PRC           | -                        | -                                 | janeiro de 1908          | fevereiro de 1912        | Intendente                                                                                       |
| 14  | Júlio Viveiros Brandão                |                                                               | Partido Republicano Democrata PRD             | -                        | -                                 | fevereiro de 1912        | dezembro de 1912         | Intendente                                                                                       |
| 15  | João Gonçalves da Cruz                |                                                               | Partido Republicano Conservador PRC           | -                        | -                                 | janeiro de 1913          | junho de 1913            | Intendente interino                                                                              |
| —   | Júlio Viveiros Brandão                |                                                               | Partido Republicano Democrata PRD             | -                        | -                                 | junho de 1913            | setembro de 1914         | Intendente                                                                                       |
| 16  | João de Azevedo Fernandes             |                                                               | Partido Republicano Conservador PRC           | -                        | -                                 | setembro de 1914         | agosto de 1915           | Intendente interino                                                                              |
| 17  | Antônio Pacheco Mendes                |                                                               | Partido Republicano Democrata PRD             | -                        | -                                 | dezembro de 1915         | abril de 1917            | Intendente. Primeiro intendente nomeado pela Reforma da Lei Orgânica dos Municípios              |
| 18  | João Propício Carneiro                |                                                               | Partido Republicano Democrata PRD             | -                        | -                                 | agosto de 1917           | agosto de 1918           | Intendente                                                                                       |
| 19  | José Leal                             |                                                               | Partido Republicano Conservador PRC           | -                        | -                                 | março de 1918            | março de 1920            | Intendente                                                                                       |
| 20  | Manoel Duarte de Oliveira             |                                                               | Partido Republicano Conservador PRC           | -                        | -                                 | março de 1920            | maio de 1921             | Intendente                                                                                       |
| 21  | Epaminondas Torres                    |                                                               | Partido Republicano Democrata PRD             | -                        | -                                 | maio de 1921             | junho de 1924            | Intendente                                                                                       |
| 22  | Joaquim Wanderley de Araújo Pinho     |                                                               | Concentração Republicana da Bahia CRB         | -                        | -                                 | junho de 1924            | julho de 1926            | Intendente                                                                                       |
| 23  | Francisco Elói Paraíso Jorge          |                                                               | Concentração Republicana da Bahia CRB         | -                        | -                                 | agosto de 1926           | dezembro de 1927         | Intendente interino                                                                              |
| 24  | Francisco Gomes Magarão Ribeiro       |                                                               | Partido Republicano Baiano PRB                | -                        | -                                 | 1.º de janeiro de 1928   | 10 de janeiro de 1928    | Intendente interino                                                                              |
| 25  | Mário Afrânio Peixoto                 |                                                               | Partido Republicano Baiano PRB                | -                        | -                                 | 10 de janeiro de 1928    | março de 1928            | Intendente interino                                                                              |
| 26  | Francisco de Sousa                    |                                                               | Partido Republicano Baiano PRB                | -                        | -                                 | março de 1928            | 18 de outubro de 1930    | Prefeito. Nessa administração os intendentes passaram a chamar-se prefeitos                      |
| 27  | Mário Afrânio Peixoto                 |                                                               | Partido Republicano Baiano PRB                | -                        | -                                 | 18 de outubro de 1930    | 24 de outubro de 1930    | Prefeito interino                                                                                |
| 28  | Tirso Simões de Paiva                 |                                                               | Partido Republicano Baiano PRB                | -                        | -                                 | 6 de novembro de 1930    | 24 de dezembro de 1930   | Prefeito interino                                                                                |
| 29  | Leopoldo Amaral                       |                                                               | Aliança Liberal AL                            | -                        | -                                 | 25 de dezembro de 1930   | 31 de dezembro de 1930   | Prefeito interino                                                                                |
| 30  | Tirso Simões de Paiva                 |                                                               | Partido Libertador PL                         | -                        | -                                 | 1.º de janeiro de 1931   | 17 de fevereiro de 1931  | Prefeito interino                                                                                |
| 31  | Arnaldo Pimenta da Cunha              |                                                               | Partido Libertador PL                         | -                        | -                                 | 17 de fevereiro de 1931  | julho de 1932            | Prefeito. Primeiro prefeito nomeado em caráter efetivo pelo Governo Revolucionário (Afonso Rui)  |
| 32  | Tirso Simões de Paiva                 |                                                               | Partido Libertador PL                         | -                        | -                                 | agosto de 1931           | setembro de 1931         | Prefeito interino (Affonso Ruy)                                                                  |
| 33  | Aurélio Brito de Menezes              |                                                               | Partido Libertador PL                         | -                        | -                                 | julho de 1932            | novembro de 1932         | Prefeito                                                                                         |
| 34  | José Americano da Costa               |                                                               | Partido Social Democrático PSD                | -                        | -                                 | dezembro de 1932         | setembro de 1937         | Prefeito                                                                                         |
| 35  | Antônio Bezerra Rodrigues Lopes       |                                                               | Partido Popular PPB                           | -                        | -                                 | 7 de outubro de 1937     | 10 de novembro de 1937   | Prefeito                                                                                         |
| 36  | Severino Prestes Filho                |                                                               | Partido Popular PPB                           | -                        | -                                 | 10 de novembro de 1937   | março de 1938            | Primeiro Prefeito nomeado após o Golpe de novembro de 1937                                       |
| 37  | Durval Neves da Rocha                 |                                                               | Partido Popular PPB                           | -                        | -                                 | abril de 1938            | novembro de 1942         | Prefeito nomeado                                                                                 |
| 38  | Elísio Lisboa                         |                                                               | Aliança Liberal AL                            | -                        | -                                 | dezembro de 1942         | abril de 1945            | Prefeito nomeado                                                                                 |
| 39  | Aristides Milton da Silveira          |                                                               | Partido Social Democrático PSD                | -                        | -                                 | maio de 1945             | novembro de 1945         | Prefeito nomeado                                                                                 |
| 40  | Adalício Coelho Nogueira              |                                                               | —                                             | -                        | -                                 | novembro de 1945         | fevereiro de 1946        | Prefeito. Primeiro prefeito nomeado após a deposição de Getúlio Vargas                           |
| 41  | Armando Carneiro da Rocha             |                                                               | Partido Social Democrático PSD                | -                        | -                                 | fevereiro de 1946        | julho de 1946            | Prefeito nomeado                                                                                 |
| 42  | Helenauro Sampaio                     |                                                               | Partido Social Democrático PSD                | -                        | -                                 | julho de 1946            | abril de 1947            | Prefeito nomeado                                                                                 |
| 43  | José Wanderley Pinho                  |                                                               | União Democrática Nacional UDN                | -                        | -                                 | maio de 1947             | janeiro de 1951          | Prefeito. Primeiro Prefeito nomeado pelo Governo Constitucional                                  |
| 44  | Osvaldo Veloso Gordilho               |                                                               | Partido Social Democrático PSD                | -                        | -                                 | fevereiro de 1951        | janeiro de 1954          | Prefeito                                                                                         |
| 45  | Aristóteles Góes                      |                                                               | Partido Republicano PR                        | -                        | -                                 | janeiro de 1954          | março de 1955            | Prefeito                                                                                         |
| 46  | Aloísio Flávio Brasil Ribeiro         |                                                               | Partido Social Progressista PSP               | -                        | -                                 | março de 1955            | abril de 1955            | Prefeito interino                                                                                |
| 47  | Hélio Ferreira                        |                                                               | Partido Democrata Cristão PDC                 | -                        | -                                 | abril de 1955            | janeiro de 1959          | Prefeito eleito                                                                                  |
| 48  | Gustavo Gomes da Fonseca              |                                                               | Partido Trabalhista Nacional PTN              | -                        | -                                 | 21 de fevereiro de 1959  | 4 de março de 1959       | Prefeito interino                                                                                |
| 49  | Heitor Dias                           |                                                               | União Democrática Nacional UDN                | -                        | -                                 | abril de 1959            | abril de 1963            | Prefeito eleito                                                                                  |
| 50  | Virgildásio de Senna                  |                                                               | Partido Trabalhista Brasileiro PTB            | -                        | -                                 | abril de 1963            | abril de 1964            | Prefeito eleito                                                                                  |
| 51  | Antonino Cazaes                       |                                                               | Aliança Renovadora Nacional ARENA             | -                        | -                                 | 6 de abril de 1964       | 24 de abril de 1964      | Prefeito respondendo por 18 dias                                                                 |
| 52  | Nelson de Sousa                       |                                                               | Aliança Renovadora Nacional ARENA             | -                        | -                                 | 24 de abril de 1964      | 1.º de fevereiro de 1967 | Prefeito nomeado pelo Golpe Militar de 1964                                                      |
| 53  | Julival Pires Rebouças                |                                                               | Aliança Renovadora Nacional ARENA             | -                        | -                                 | 1.º de fevereiro de 1967 | 12 de fevereiro de 1967  | Prefeito interino por 11 dias                                                                    |
| 54  | Antônio Carlos Magalhães              |                                                               | Aliança Renovadora Nacional ARENA             | Lomanto Junior           | Aliança Renovadora Nacional ARENA | 10 de fevereiro de 1967  | 6 de abril de 1970       | Prefeito indicado pela Câmara Estadual e aprovado pelo Governo Lomanto Junior                    |
| 55  | Clériston Andrade                     |                                                               | Aliança Renovadora Nacional ARENA             | Antônio Carlos Magalhães | Aliança Renovadora Nacional ARENA | 6 abril de 1970          | março de 1975            | Prefeito eleito pela Assembléia Legislativa por indicação do governador Antônio Carlos Magalhães |
| 56  | Jorge Hage                            |                                                               | Aliança Renovadora Nacional ARENA             | Roberto Santos           | Aliança Renovadora Nacional ARENA | março de 1975            | 29 de março de 1977      | Prefeito eleito por voto indireto (Assembleia Legislativa)                                       |
| 57  | Raimundo Urbano                       |                                                               | Aliança Renovadora Nacional ARENA             | Roberto Santos           | Aliança Renovadora Nacional ARENA | 29 de março de 1977      | 1.º de abril de 1977     | Prefeito por 4 dias                                                                              |
| 58  | Fernando Magalhães                    |                                                               | Aliança Renovadora Nacional ARENA             | Roberto Santos           | Aliança Renovadora Nacional ARENA | 1º de abril de 1977      | 15 de agosto de 1978     | Prefeito eleito por voto indireto (Assembleia Legislativa)                                       |
| 59  | David Mendes Pereira                  |                                                               | Aliança Renovadora Nacional ARENA             | Roberto Santos           | Aliança Renovadora Nacional ARENA | 15 de agosto de 1978     | 18 de agosto de 1978     | Prefeito respondendo 3 dias                                                                      |
| 60  | Edvaldo Brito                         |                                                               | Aliança Renovadora Nacional ARENA             | Roberto Santos           | Aliança Renovadora Nacional ARENA | 18 de agosto de 1978     | março de 1979            | Prefeito eleito por voto indireto (Assembleia Legislativa)                                       |
| 61  | Mário Kertész                         |                                                               | Aliança Renovadora Nacional ARENA (até 1980)  | Antônio Carlos Magalhães | Aliança Renovadora Nacional ARENA | março de 1979            | novembro de 1981         | Prefeito eleito por voto indireto (Assembleia Legislativa)                                       |
| 61  | Mário Kertész                         | Partido do Movimento Democrático Brasileiro PMDB (desde 1980) |                                               | Antônio Carlos Magalhães | Aliança Renovadora Nacional ARENA | março de 1979            | novembro de 1981         | Prefeito eleito por voto indireto (Assembleia Legislativa)                                       |
| 62  | Renan Baleeiro                        |                                                               | Partido Democrático Social PDS                | Antônio Carlos Magalhães | Partido Democrático Social PDS    | novembro de 1981         | fevereiro de 1983        | Prefeito e Vice eleitos por voto indireto (Assembleia Legislativa)                               |
| 63  | Manoel Castro                         |                                                               | Partido Democrático Social PDS                | João Durval Carneiro     | Partido Democrático Social PDS    | fevereiro de 1983        | 31 de dezembro de 1985   | Prefeito eleito por voto indireto (Assembleia Legislativa)                                       |

### Sexta República (1986–2024)
| N° | Prefeito(a)            | Imagem                                           | Partido                                          | Vice-prefeito (a)             | Imagem                                    | Partido                                          | Início do Mandato                         | Fim do Mandato                                  | Notas                                   |
| -- | ---------------------- | ------------------------------------------------ | ------------------------------------------------ | ----------------------------- | ----------------------------------------- | ------------------------------------------------ | ----------------------------------------- | ----------------------------------------------- | --------------------------------------- |
| 64 | Mário Kertész          |                                                  | Partido do Movimento Democrático Brasileiro PMDB | Marcelo Ferreira Duarte       |                                           | Partido do Movimento Democrático Brasileiro PMDB | 1º de janeiro de 1986                     | 31 de dezembro de 1988                          | Prefeito e Vice eleitos por voto direto |
| 65 | Fernando José Rocha    |                                                  | Partido do Movimento Democrático Brasileiro PMDB | Waldir Régis                  |                                           | Partido do Movimento Democrático Brasileiro PMDB | 1º de janeiro de 1989                     | 31 de dezembro de 1992                          | Prefeito e Vice eleitos por voto direto |
| 65 | Fernando José Rocha    | Partido Social Democrático PSD                   | Partido do Movimento Democrático Brasileiro PMDB | Waldir Régis                  |                                           |                                                  | 1º de janeiro de 1989                     | 31 de dezembro de 1992                          | Prefeito e Vice eleitos por voto direto |
| 66 | Lídice da Mata         |                                                  | Partido da Social Democracia Brasileira PSDB     | Beth Wagner                   |                                           | Partido Popular Socialista PPS                   | 1º de janeiro de 1993                     | 31 de dezembro de 1996                          | Prefeita e Vice eleitas por voto direto |
| 67 | Antônio Imbassahy      |                                                  | Partido da Frente Liberal PFL                    | Marcos Medrado                |                                           | Partido Progressista Brasileiro PPB              | 1º de janeiro de 1997                     | 31 de dezembro de 2000                          | Prefeito e Vice eleitos por voto direto |
| 67 | Antônio Imbassahy      | Partido Progressista PP                          | Partido da Frente Liberal PFL                    | Marcos Medrado                | 1º de janeiro de 2001                     | 31 de dezembro de 2004                           | Prefeito e Vice reeleitos por voto direto |                                                 |                                         |
| 68 | João Henrique Carneiro |                                                  | Partido Democrático Trabalhista PDT              | Marcelo Ferreira Duarte       |                                           | Partido da Social Democracia Brasileira PSDB     | 1º de janeiro de 2005                     | 31 de dezembro de 2008                          | Prefeito eleito por voto direto         |
| 68 | João Henrique Carneiro | Partido do Movimento Democrático Brasileiro PMDB | Edvaldo Brito                                    |                               | Partido Trabalhista Brasileiro PTB        | 1º de janeiro de 2009                            | 31 de dezembro de 2012                    | Prefeito reeleito e vice eleito por voto direto |                                         |
| 69 | ACM Neto               |                                                  | Democratas DEM                                   | Célia Sacramento              |                                           | Partido Verde PV                                 | 1º de janeiro de 2013                     | 31 de dezembro de 2016                          | Prefeito e Vice eleitos por voto direto |
| 69 | ACM Neto               | Bruno Reis                                       | Democratas DEM                                   |                               | Democratas DEM                            | 1º de janeiro de 2017                            | 31 de dezembro de 2020                    | Prefeito reeleito e vice eleito por voto direto |                                         |
| 70 | Bruno Reis             |                                                  | Democratas DEM                                   | Ana Paula Matos               |                                           | Partido Democrático Trabalhista PDT              | 1º de janeiro de 2021                     | 31 de dezembro de 2024                          | Prefeito e Vice eleitos por voto direto |
| 70 | Bruno Reis             | União Brasil UNIÃO                               | 1° de janeiro de 2025 - Atual                    | 1° de janeiro de 2025 - Atual | Prefeito e Vice reeleitos por voto direto | Partido Democrático Trabalhista PDT              |                                           |                                                 |                                         |